# Dromtjärnarna
Dromtjärnarna är varandra näraliggande sjöar i Åre kommun i Jämtland och ingår i Indalsälvens huvudavrinningsområde. Dromtjärnarna ligger i Bastudalen Natura 2000-område och skyddas av fågeldirektivet.
- Dromtjärnarna (Hallens socken, Jämtland, 699673-140134), sjö i Åre kommun, 63°04′02″N 13°51′12″Ö / 63.0671°N 13.8533°Ö (2,7 ha)
- Dromtjärnarna (Hallens socken, Jämtland, 699703-140086), sjö i Åre kommun, 63°04′11″N 13°50′37″Ö / 63.0696°N 13.8437°Ö (2,5 ha)